# Ronee Blakley
Ronee Blakley, född 24 augusti 1945 i Caldwell, Idaho, är en amerikansk skådespelare, countrysångare, låtskrivare, musikproducent och lyriker. Hon nominerades för en Oscar för sin roll i Robert Altmans film Nashville (1975), i vilken hon också framförde ett antal låtar. Därefter inriktade hon sig främst på skådespelarkarriären och medverkade bland annat i Terror på Elm Street. 
Hon turnerade med Bob Dylan och var gift med Wim Wenders (1979 – 1981).
Hon höll sig en lång tid borta från kändisskapet sedan början av 1990-talet. Hennes skivor Ronee Blakley (1972) och Welcome (1975) släpptes på CD  2006. I samband med återutgivningen av hennes skivor har hon gett mindre konserter. 2009 släppte hon skivan River Nile på ett mindre bolag.

## Filmografi
- 1975 – Nashville
- 1978 – Renaldo and Clara
- 1978 - The Driver
- 1979 – She Came to the Valley
- 1979 – Good Luck, Miss Wyckoff
- 1979 – She Came to the Valley
- 1980 – Lightning Over Water
- 1984 – Terror på Elm Street
- 1987 – A Return to Salem's Lot

## Diskografi (urval)
Album
- 1972 – Ronee Blakley
- 1975 – Welcome
- 2007 – I Played It for You
- 2008 – Freespeak (lyrik)
- 2008 – Live at the Mint
- 2009 – Lightning Over Water (Soundtrack)
- 2009 – Naked Truth
- 2010 – Grief Holes (lyrik)
- 2010 – River Nile
- 2011 – Live At the Bitter End
- 2012 – Djerassi Collection (lyrik)

Singlar
- 1972 – "Bluebird" / "Along The Shore"
- 1977 – "True Love Leaves No Traces" / "Iodine" (tillsammans med Leonard Cohen)

Övrigt
- 1975 – Nashville (Soundtrack)

Ronee Blakely bidrar på låterna Bluebird (låtskrivare), Tapedeck in His Tractor (sångare, låtskrivare), Dues (artist, låtskrivare), One, I Love You (artist), My Idaho Home (artist, låtskrivare) från soundtrack-albumet. Hun bidrar också på låterna Down to the River (artist, låtskrivare) och In the Garden (artist) som är med i filmen, men inte på albumet.